# Youssef Hossam
Youssef Hossam (arabisch يوسف حسام, DMG Yūsuf Ḥusām; * 3. Juni 1998 in Gizeh) ist ein ehemaliger ägyptischer Tennisspieler.

## Karriere
In seiner Jugend galt Youssef Hossam als großes Tennistalent. Er spielte in den Hauptrunden der Juniorenwettbewerbe aller vier Grand-Slam-Turniere, wobei seine größten Erfolge waren, dass er jeweils das Achtelfinale in Juniorenturnieren der Australian Open 2016 und der US Open 2016 erreichte. Bei den Australian Open verlor er gegen Alex de Minaur, bei den US Open gegen Miomir Kecmanović. Seine höchste Platzierung in der Junioren-Tennisweltrangliste war der 8. Platz im April 2016. Er war der erste Ägypter, der in die Top 10 der Jugendweltrangliste vorstoßen konnte.
Im Profibereich spielte Hossam hauptsächlich auf der ATP Challenger Tour und der ITF Future Tour. Er feierte in seiner Karriere zwischen 2017 und 2019 neun Turniersiege im Einzel auf der Future Tour. Nach mehreren Titeln im Einzel erreichte er mit Platz 291 sein Karrierehoch in der Tennisweltrangliste. Im April 2019 trat er seine Erstrundenbegegnung gegen Akira Santillan beim ATP Challenger Seoul nicht an, danach spielte er bei keinem Match mehr.
Youssef Hossam spielte zwischen 2016 und 2018 für die ägyptische Davis-Cup-Mannschaft. Für diese trat er in neun Begegnungen an, wobei er im Einzel eine Bilanz von 3:2 und im Doppel von 6:0 aufzuweisen hat.

## Manipulationsskandal
Im Mai 2019 wurde Youssef Hossam von Ermittlern der Tennis Integrity Unit (TIU) vorläufig gesperrt, weil er verdächtigt wurde, in Spielmanipulationen auf der ITF Future Tour verwickelt zu sein. Im Mai 2020 wurde er endgültig vom Profitennis gesperrt, so dass er Turnieren nicht einmal als Zuschauer beiwohnen darf. Im Urteil wird von 21 Vergehen gesprochen. Diese belaufen sich von eigenen Spielmanipulationen, Erleichterung von Glücksspielen, Einwirkung auf andere Tennisspieler bis hin zum unkooperativen Verhalten gegenüber der TIU.
Sein älterer Bruder Karim Hossam wurde bereits im Juli 2018 ebenfalls lebenslänglich vom Profitennis gesperrt, weil er von 2013 bis 2017 in Manipulationen von Tennismatches involviert war.